# TRUSTe
TRUSTe est une entreprise américaine spécialisée dans la gestion des données personnelles. Elle est basée à San Francisco en Californie, avec des bureaux à Londres (Royaume-Uni) et à Cebu (Philippines). TRUSTe est principalement connue pour ses sceaux de certification de la vie privée : elle contrôle, surveille et certifie sites, applications mobiles, services cloud et canaux publicitaires en ce qui concerne leurs politiques de collecte des données privées et des pratiques qui y sont liées. En 2012 l'entreprise compte plus de 5 000 clients parmi lesquels des entreprises comme Adobe, Nike et Linkedin.

## Historique
TRUSTe est fondée en 1997 sous la forme d'une association à but non lucratif, par Lori Fena, alors directeur général de l'Electronic Frontier Foundation (EFF), et Charles Jennings, entrepreneur spécialisé dans le logiciel. Elle se donne pour objectif d'encourager le commerce électronique en aidant les entreprises et les organisations à s'auto-réguler dans leurs pratiques liées à la vie privée et la collecte des données personnelles. Pour cela elle lance son produit vedette, le "Privacy Seal Program", qui certifie les sites internet qui se conforment à une liste de bonnes pratiques dans leur gestion des données personnelles, et acceptent le service de résolution des différends avec les clients proposé par TRUSTe.
En 2008 l'organisation prend le statut d'une entreprise, et cède une partie de ses parts à ses nouveaux investisseurs, notamment les regroupements Accel Partners (qui a entre autres financé eBay et Facebook) et Baseline Ventures, entrés au capital pour un montant estimé à 10 millions de dollars.